# Église Saint-Michel-Archange d'Arkhangelskoïe

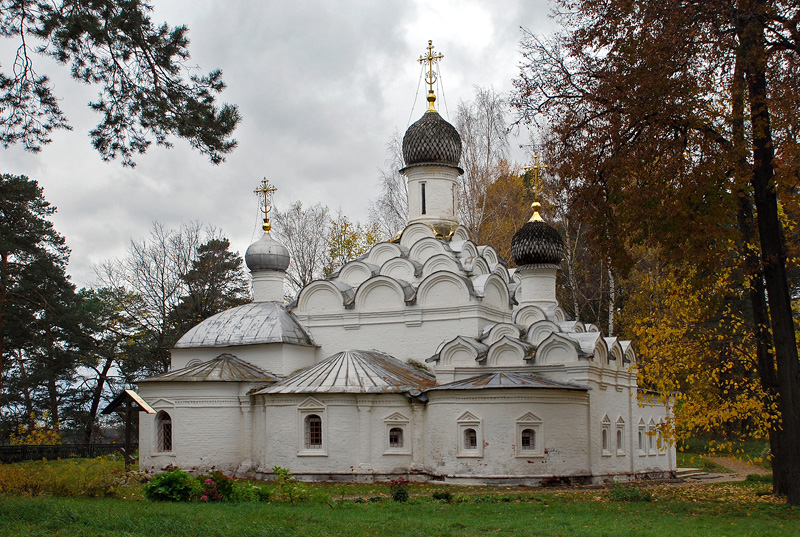
église Saint-Michel Archange

L'église Saint-Michel-Archange (en russe : Храм Архангела Михаила) est une église orthodoxe russe située dans le raïon Krasnogorski, oblast de Moscou, sur le territoire du domaine historique d'Arkhangelskoïe. L'église se dresse sur les hauteurs des rives de la Moskova. À l'intérieur, des plafonds voûtés reposent sur deux piliers seulement. L'édifice est inscrit sur la liste du patrimoine culturel russe protégé sous le n°501420435870006.

## Histoire
L'église a été construite en 1660—1667 sur le site d'une ancienne église en bois datant du XVIe siècle. Son architecte était probablement Pavel Potekhine, qui travaillait pour le prince Nikita Odoievski (ru). Potekhine a également réalisé pour Odoievski divers édifices du domaine de Nikolskoie-Ourioupino (ru).
L'église est le bâtiment le plus ancien du domaine d'Arkhangelskoïe. En 1824, quand le domaine est devenu la propriété du prince Nikolaï Ioussoupov de la famille princière Ioussoupov, ont été construites La Sainte Porte, et en 1826 la clôture en briques d'argile à deux tours et une porte.
En 1820, un clocher à trois niveaux a été ajouté près de l'église. En 1919, le domaine et l'église sont transformés en musée d'histoire et des beaux-arts. Lors des travaux de restauration de 1964—1965, le clocher a été démantelé pour redonner à l'ensemble l'aspect original.
Près du mur sud de l'église, se trouve la pierre tombale de la princesse Tatiana Nikolaïevna Ioussoupova (1868—1888) décédée du typhus à l'âge de 20 ans. Une œuvre du sculpteur Mark Antokolski intitulée l'Ange de la prière a été installée là en 1936, mais a été déplacée ensuite à la Tea house pour lui assurer une meilleure conservation.
Actuellement, l'église est à nouveau ouverte au culte et des offices y ont lieu régulièrement.